# Nectonemertes japonica
Nectonemertes japonica är en djurart som tillhör fylumet slemmaskar, och som beskrevs av Foshay 1912. Nectonemertes japonica ingår i släktet Nectonemertes och familjen Nectonemertidae. Inga underarter finns listade i Catalogue of Life.